# Onze-Lieve-Vrouw-van-Lourdeskerk (Amsterdam)
De Onze-Lieve-Vrouw-van-Lourdeskerk, tegenwoordig de Kerk van Het Nieuwe Verbond, is een rooms-katholieke kerk in de tuinstad Slotermeer in Amsterdam Nieuw-West. 
De kerk werd gebouwd midden op een haast braak liggend terrein nabij de hoek van de Burgemeester Röellstraat en de Slotermeerlaan, te midden van een aantal (katholieke) noodscholen. Het adres was Noordzijde 42. Hij werd in 1954/1955 ontworpen door de architect M.J. Granpré Molière. Bij de bouw waren ook de architecten Evers en Sarlemijn betrokken, verantwoordelijk voor veel woningbouw in Slotermeer. De bouwkosten bedroegen 800.000 gulden, exclusief grond en interieur. Granpré Molière had aanvankelijk ook een kerktoren ingetekend; echter, de financiële situatie van de parochie was onvoldoende om nog extra circa 100.000 gulden vrij te maken. De kerkgemeente hoopte op extra bijdragen als gevolg van een Lourdesjaar, maar de toren zou er nooit komen. Op 19 december 1957 wijdde Mgr. J.P. Huibers de kerk in.
Deze driebeukige hallenkerk is gebouwd voor de parochie met dezelfde naam, ter vervanging van de eerdere kerk met die naam aan de Jacob Catskade in de Frederik Hendrikbuurt (Oud-West). De in 1957 verlaten kerk aan de Jacob Catskade wordt, na verschillende andere bestemmingen, sinds 1989 gebruikt door portugeestalige katholieken.
De kerk is ontworpen naar het voorbeeld van de Romeinse basilicastijl. De kerk bood ruimte aan meer dan 1.000 kerkgangers. Ze heeft een afwijkende bouwstijl ten opzichte van de destijds gehanteerde stijl. Daar waar de moderne technieken veel glas gebruikten, kreeg deze kerk veel baksteen mee. Destijds ging men ervan uit dat in de loop der tijden dit ruwe baksteen en kerk een “nog” ouder aanzicht zou geven. Het was de tweede katholieke kerk van Slotermeer, na de in 1954 gebouwde Sint-Catharinakerk.
Deze parochie is voorjaar 1993 gefuseerd met twee andere: de Sint-Catharinakerk en de Onze-Lieve-Vrouw van Zeven Smarten aan de Aalbersestraat in Geuzenveld. De gefuseerde parochie kreeg de naam Het Nieuwe Verbond. Later kreeg ook de kerk de naam Het Nieuwe Verbond.
Na sloop van de scholen in de jaren negentig werd omstreeks 2000 door woningcorporatie Het Oosten de nieuwe wijk het Noorderhof gebouwd, met nieuwe straatnamen. Het adres van de kerk is sindsdien M.J. Granpré Molièreplein 2.
Sinds 2011 staat het gebouw op de gemeentelijke monumentenlijst.
In december 2019 werd door het Bisdom Haarlem-Amsterdam besloten dat de kerk per 1 januari 2020 fuseert met verschillende parochies van het stadsdeel Nieuw-West tot één parochie: De Vier Evangelisten. De gerenoveerde Pauluskerk in Osdorp is aangewezen als hoofdkerk van de parochie.
Sinds 2022 zijn er in Het Nieuwe Verbond geen reguliere vieringen meer.